# 1807
1807 (MDCCCVII) fue un año común comenzado en jueves según el calendario gregoriano.

## Acontecimientos
- 12 de enero: en el puerto de Leiden (Países Bajos), la explosión de un buque cargado de pólvora destruye parte de la ciudad.
- 20 de enero: en las afueras de Montevideo (Uruguay), las tropas británicas vencen en el combate del Cordón a las fuerzas de defensa, dejándoles un saldo de 200 muertos. Se inicia el sitio de Montevideo, durante la segunda invasión británica al Río de la Plata (la primera fue en 1806).
- 3 de febrero: en Montevideo (Provincia Oriental del Uruguay), el ejército británico invade la ciudad; termina el sitio de Montevideo.
- 21 de febrero: con autorización del papa Pío VII, se acuerda en España la enajenación de parte de los bienes de las iglesias para aliviar la angustiosa situación de la Hacienda pública.
- 10 de mayo: el general británico-inglés John Whitelocke llega a Montevideo con el propósito de atacar Buenos Aires.
- 1 de julio: en las costas del Río de la Plata (Argentina), las tropas británicas desembarcan en las inmediaciones de la villa de Buenos Aires (segunda invasión británica al Río de la Plata).
- 5 de julio: en Buenos Aires, las milicias repelen la Segunda invasión británica al Río de la Plata a la ciudad.
- 7 de julio: en Tilsit, 120 km al estenoreste de Kaliningrado (Rusia) ―en el marco de las guerras napoleónicas―, representantes de Francia, Prusia y Rusia firman la Paz de Tilsit, que acaba en la Cuarta Coalición.
- 18 de agosto (martes): en la ciudad de Guadalajara (provincia de Jalisco), las monjas del convento dominico de Jesús María de Guadalajara presentan una estatuilla «milagrosamente» repintada de la Virgen del Rosario, cuya pintura un rayo había quemado en la madrugada del jueves 13 de agosto. Se bautiza esa estatuilla como la Virgen del Rayo.
- 27 de octubre: se firma el Tratado de Fontainebleau.
- 27 de octubre: en España se descubre una conspiración del príncipe de Asturias contra su padre, Carlos IV de España. Dará inicio al Proceso de El Escorial.

## Ciencia y tecnología
- 6 de octubre: Humphry Davy descubre el potasio.
- 13 de octubre: Humphry Davy descubre el sodio.
- En Alemania se publica Fenomenología del espíritu, de Georg Wilhelm Friedrich Hegel.

## Música
- Ludwig van Beethoven compone la Misa en do.

## Nacimientos
- 7 de enero: Mariano Macedo, político mexicano (f. 1869).[1]
- 11 de enero: Ezra Cornell, empresario, político y filántropo estadounidense (f. 1874), fundador de la empresa Western Union y cofundador de la Universidad Cornell.
- 14 de enero: Hilario Ascasubi, poeta y periodista argentino (f. 1875).
- 19 de enero: Robert E. Lee, militar estadounidense (f. 1870).
- 22 de enero: Augustine Susanne Brohan, actriz francesa (f. 1887).
- 23 de febrero: Florencio Varela, escritor, periodista y educador argentino (f. 1848).
- 1 de marzo: Franz Xaver Fieber, entomólogo y botánico checo (f. 1872).
- 8 de marzo: Juan Bautista Thorne, marino y militar argentino de origen estadounidense (f. 1885).
- 14 de marzo: Josefina de Leuchtenberg, reina sueca (f. 1876).
- 25 de marzo: Dominique Alexandre Godron, botánico francés (f. 1880).
- 3 de abril: Henry William Herbert, novelista británico-inglés y escritor de deportes (f. 1858).
- 6 de abril: Amelia de Austria, aristócrata austríaca, hija del rey Francisco II (f. 1807).
- 20 de abril: Aloysius Bertrand, poeta italiano (f. 1841).
- 5 de mayo: Andrés Ibarra, micólogo y botánico húngaro.
- 14 de mayo: Marcelino Andrés y Andrés, médico y botánico español (f. 1852).
- 28 de mayo: Louis Agassiz, naturalista y geólogo suizo (f. 1873).
- 6 de junio: Adrien François Servais, violonchelista y compositor belga (f. 1866).
- 8 de junio: Arnold Escher von der Linth, geólogo suizo (f. 1872).
- 22 de junio: Cecilia, princesa sueca (f. 1844).
- 4 de julio: Giuseppe Garibaldi, militar y político italiano (f. 1882).
- 17 de agosto: Andrés Ibarra, militar venezolano (f. 1875).
- 18 de agosto: Charles Francis Adams, diplomático estadounidense (f. 1886).
- 10 de septiembre: Friedrich Gauermann, pintor austríaco (f. 1862).
- 20 de septiembre: Mercedes Guerra, religiosa y fundadora clarisa argentina (f. 1901).
- 30 de septiembre: Agustín Jerónimo de Iturbide, príncipe mexicano (f. 1866).
- 21 de octubre: Hilarión Eslava, compositor y musicólogo español (f. 1878).
- 7 de octubre José Ramón Lira, político chileno (f. 1876)
- 20 de noviembre: Joaquín Aguirre de la Peña, político y catedrático español (f. 1869).
- 30 de noviembre: William Farr, epidemiólogo británico-inglés (f. 1883).
- 8 de diciembre: Friedrich Traugott Kützing, botánico y algólogo alemán (f. 1893).
- 23 de diciembre: Antonio María Claret, arzobispo y santo español, fundador de diversas misiones (f. 1870).

## Fallecimientos
- 7 de enero: Antonio Tavira Almazán, eclesiástico (n. 1737).
- 9 de febrero: Joseph-Benoît Suvée, pintor belga (n. 1743).
- 8 de marzo: Nikolái Rezánov, estadista ruso (n. 1764).
- 4 de abril: Joseph Lalande, astrónomo y erudito francés (n. 1732).
- 6 de abril: John Opie, pintor británico-inglés (n. 1761).
- 7 de abril: Amelia de Austria, hija de Francisco II (f. 1807).
- 13 de abril: María Teresa de las Dos Sicilias, princesa de las Dos Sicilias (n. 1772).
- 13 de julio: Henry Benedict Stuart, Duque de York (n. 1725).
- 27 de julio: Pierre Marie Auguste Broussonet, naturalista y médico francés (n. 1761).
- 5 de agosto: José Romero y Fernández de Landa, militar e Ingeniero Naval español (n. 1735).
- 17 de agosto: Johannes Nikolaus Tetens, filósofo, matemático y científico alemán (n. 1736).
- 24 de agosto: Jacques-Christophe Valmont de Bomare, naturalista francés (n. 1731).
- 31 de agosto: Ponce-Denis Écouchard-Lebrun, poeta francés (n. 1729).
- 21 de octubre: Attilio Zuccagni, médico y botánico italiano (n. 1754).
- 5 de noviembre: Johann Friedrich Wilhelm Herbst, naturalista alemán (n. 1743).
- 5 de noviembre: Angelica Kauffmann, pintora suizo-austríaca (n. 1741).